# I'll Be There (canção de Jackson 5)
"I'll Be There" é uma canção escrita por Berry Gordy, Bob West, Hal Davis e Willie Hutch; no qual resultou em dois compactos a atingir a primeira posição na parada americana Billboard Hot 100: a versão original de 1970 gravada pelo quinteto The Jackson 5 e em 1992 em uma versão ao vivo em dueto pela cantora americana Mariah Carey e o cantor Trey Lorenz.
A canção original do grupo Jackson 5 gravada pela Motown Records e lançada como primeiro compacto de seu terceiro álbum, Third Album em 1970. "I'll Be There" foi o quarto compacto a atingir o primeiro lugar na parada americana, feito anteriormente feito pelos compactos "I Want You Back", "ABC" e "The Love You Save". "I'll Be There" é considerada o compacto de maior sucesso pela Motown durante a chamada "Era Detroit Clássica" (1959-1972) da gravadora.
A versão de Mariah Carey/Trey Lorenz foi regravada para o especial da cantora MTV Unplugged em 1992. Coproduzida por Carey e Walter Afanasieff, "I'll Be There" se tornou o sexto compacto a atingir o topo da parada americana.

## Performances ao vivo
I'll Be There foi performada pelo grupo desde o lançamento da música. Michael performou a música encaixando em um medley do Jackson 5, com I Want You Back & The Love You Save, em todas as turnês e na reunião dos Jacksons, em 2001.
Mariah Carey perfomou as músicas duas vezes, uma no MTV Unplugged (1992) e no funeral do Michael Jackson em 7 de julho de 2009.

## Versão Jackson 5

### Sobre a gravação
Depois de três compactos número 1 do grupo),Berry Gordy da Motown decidiu arriscar em colocar uma balada como carro-chefe do no álbum do grupo. Para a canção, ele escalou os compositores/produtores Hal Davis, Willie Hutch e Bob West.
O resultado é uma canção gentil em que o narrador pede à sua ex-namorada uma outra chance. Os cantores principais do grupo, Michael Jackson e seu irmão mais velho Jermaine, cantam a canção. Michael canta a parte "just look over your shoulders, honey" (basta olhar sobre seus ombros) uma alusão à canção "Reach Out I'll Be There"  de 1966 pelo quarteto Four Tops.

### Lançamento e crítica
En sua autobiografia Moon Walk Michael Jackson diz que "I'll Be There" foi a canção que solidificou a carreira dos "The Jackson 5" e mostrou o potencial do grupo. O maior compacto de sucesso do grupo, "I'll Be There" vendeu 4,2 milhões de cópias nos Estados Unidos e 6,1 milhões de cópias no mundo.
A canção ganhou a posição número 1 da parada americana Billboard por cinco semanas de 17 de Outubro até 14 de Novembro; substituindo "Cracklin' Rosie" de Neil Diamond e substituída por "I Think I Love You" dos The Partridge Family. "I'll Be There" foi também número 4 na parada inglesa
"I'll Be There" foi o último compacto a atingir o primeiro lugar pelos Jackons 5 como grupo. Pelo resto de sua carreira o maior alcance que o grupo chegou foi a posição número 2. Michael Jackson conseguiu vários compactos número 1 como artista solo, começando com "Ben" em 1972. Ele ainda apresenta "I'll Be There" em todas suas turnês mundiais, desde a Destiny Tour até a 30th Anniversary Celebration , nas quais Michael se derramava em lágrimas ao cantar possivelmente relembrando seu passado como criança e o tempo que passou junto com os irmãos.
"I'll Be There" relembra uma das mais populares canções do grupo e foi regravada por vários artistas incluindo Josie and the Pussycats e Mariah Carey, essa última trouxe novamente a canção à tona depois de duas décadas que a foi lançada. Também foi regravada em uma versão Punk pela banda Me First and the Gimme Gimmes para o álbum Take a Break.

## Versão de Mariah Carey
A cantora e compositora estadunidense Mariah Carey incluiu "I'll Be There" como uma adição de última hora ao seu setlist do seu álbum ao vivo MTV Unplugged, depois que ela foi informada de que a maioria dos artistas do programa costuma apresentar pelo menos um cover. "I'll Be There" foi a sexta faixa do especial MTV Unplugged de Carey, gravada em 16 de março de 1992. Foi apresentada como um dueto romântico, com Carey cantando as linhas de Michael Jackson e o cantor de R&B Trey Lorenz cantou as de Jermaine Jackson. O programa e o álbum resultante da MTV Unplugged foram produzidos por Carey e Walter Afanasieff, que tocaram piano para a apresentação. Boyz II Men cantou a música com Carey no vídeo caseiro do show, Fantasy: Mariah Carey at Madison Square Garden.
O especial da MTV Unplugged foi ao ar em 20 de maio de 1992 e foi um sucesso notável. A gravadora de Carey, Columbia Records, recebeu muitos pedidos para lançar "I'm be there" como single, o que não havia sido planejado. Uma edição de rádio da música foi criada, que removeu partes do diálogo da performance, e "I'm be there" foi lançado como single. Nos EUA, a música foi lançada com "So Blessed" como um lado B; no Reino Unido, o single "I'll Be There" incluiu a versão ao vivo de "Vision of Love" e as versões do álbum de "If It's Over" e "All in Your Mind".
"I'll Be There" foi nomeado para o Grammy Awards de Best R&B Performance by a Duo or Group with Vocals e Best R&B Song, perdendo ambas as categorias para "End of the Road" de Boyz II Men. O videoclipe de "I'll Be There", dirigido por Larry Jordan, foi compilado a partir de imagens da aparição de Carey no MTV Unplugged.
Durante o serviço memorial de Michael Jackson em 7 de julho de 2009, Carey e Lorenz cantaram sua versão da música em homenagem a Jackson após 17 anos de sua primeira apresentação juntos.
Regularmente, "I'll Be There" tem sido destaque nos álbuns do catálogo de Carey, incluído; #1's (1998), Greatest Hits (2001), The Ballads (2008), The Essential Mariah Carey (2011), e #1 to Infinity (2015).

### Recepção crítica
O editor da Allmusic, Shawn M. Haney, destacou-o e escreveu: "... o poder e a estima desses contos elevam-se a novos patamares e permanecem no auge com a performance de tirar o fôlego e emocionante de "I'll Be There"". O editor da Entertainment Weekly escreveu que Mariah transformou essa música em um "dueto matador".

### Faixas
CD single mundial
1. "I'll Be There"
2. "So Blessed"

CD maxi-single da Europa
1. "I'll Be There"
2. "So Blessed"
3. "Vanishing"

Maxi-single do Reino Unido
1. "I'll Be There"
2. "Vision of Love" (live)
3. "If It's Over"
4. "All in Your Mind"

### Posição nas paradas
Após o desempenho fraco de "Make it Happen" em comparação com seus singles anteriores, "I'm Be There" alavancou à carreira de Carey: tornou-se seu sexto número um na Billboard Hot 100 dos EUA e acalmou qualquer preocupação com sua gravadora que teve sobre sua carreira está começando a entrar em declínio. "I'll Be There" foi a música número um no Hot 100 por duas semanas, de 13 de junho de 1992 a 27 de junho. Substituiu "Jump" de Kris Kross e foi substituído por "Baby Got Back" de Sir Mix-a-Lot. Tornou-se o número um na Hot Adult Contemporary Tracks dos EUA . De fato, é o único single lançado da série MTV Unplugged que alcançou o número um.
"I'm Be There" foi o sucesso de Carey fora da América do Norte, tornando-se seu single de maior sucesso em vários mercados. Ele liderou a parada de singles do Canadá por duas semanas e se tornou seu maior sucesso na época no Reino Unido (onde alcançou o número 2) e na Austrália (onde alcançou o número 9). Chegou ao top 20 na maioria dos mercados da Europa, onde o sucesso de Carey havia sido limitado anteriormente.
A música vendeu um total de 345.000 cópias no Reino Unido.

### Gráficos semanais
| Tabela musical (1992)                         | Melhor posição |
| --------------------------------------------- | -------------- |
| Alemanha (Offizielle Deutsche Charts)         | 33             |
| Austrália (ARIA)                              | 9              |
| Bélgica (Ultratop 50 de Flandres)             | 4              |
| Canadá (Top Singles)                          | 1              |
| Canadá (RPM Adult Contemporary)               | 1              |
| Canadá (The Record)                           | 1              |
| Estados Unidos (Billboard Hot 100)            | 1              |
| Estados Unidos (Billboard Adult Contemporary) | 1              |
| Estados Unidos (Billboard R&B/Hip-Hop Songs)  | 11             |
| Europa (European Hot 100 Singles)             | 8              |
| França (SNEP)                                 | 16             |
| Irlanda (IRMA)                                | 3              |
| Nova Zelândia (Recorded Music NZ)             | 1              |
| Noruega (VG-lista)                            | 10             |
| Países Baixos (Dutch Top 40)                  | 1              |
| Países Baixos (Single Top 100)                | 1              |
| Reino Unido (UK Singles Chart)                | 2              |
| Suécia (Sverigetopplistan)                    | 26             |
| Suíça (Schweizer Hitparade)                   | 20             |

| Tabela musical (1992)                         | Melhor posição |
| --------------------------------------------- | -------------- |
| Austrália (ARIA)                              | 37             |
| Bélgica (Ultratop 50 Flanders)                | 25             |
| Canadá (RPM)                                  | 7              |
| Canadá (RPMAdult Contemporary )               | 15             |
| Estados Unidos (Billboard Hot 100)            | 16             |
| Estados Unidos (Billboard Adult Contemporary) | 25             |
| Países Baixos (Dutch Top 40)                  | 12             |
| Países Baixos (Single Top 100)                | 10             |
| Nova Zelândia (Recorded Music NZ)             | 5              |
| Reino Unido (Official Charts Company)         | 40             |

| Chart (1990–1999)                  | Posição |
| ---------------------------------- | ------- |
| Estados Unidos (Billboard Hot 100) | 96      |

| Região                                                                                             | Certificação | Vendas  |
| -------------------------------------------------------------------------------------------------- | ------------ | ------- |
| Austrália (ARIA)                                                                                   | Ouro         | 35,000^ |
| Nova Zelândia (RMNZ)                                                                               | Ouro         | 5,000*  |
| *números de vendas baseados somente na certificação ^distribuições baseadas apenas na certificação |              |         |

## Outras versões
A dupla de cantores brasileiros Sandy & Junior tem a versão "Com Você", uma das músicas mais famosas de seu repertório, lançada pela primeira vez no álbum Pra Dançar Com Você de 1994.[carece de fontes?]
O grupo Westlife também regravou a canção. Foi lançada como lado B do single "What Makes a Man", em Dezembro de 2000. 
Declan Galbraith Também fez uma regravação em seu primeiro álbum "Tell Me Why", lançado em 2002.
O grupoamericano New Kids on the Block apresentou a canção na turnê "The Magic Summer Tour". A apresentação pode ser encontrada no vídeo Step by Step do grupo.
I'll Be There (versão dos Jackson 5) foi cantada por Leona Lewis em sua primeira apresentação no programa The X Factor em 2006 e por Alexandra Burke no mesmo programa em 2008. Guy Sebastian apresentou I'll Be There na final do Australian Idol em 2003 do qual ele foi o ganhador.
Em 7 de julho de 2009, Mariah Carey cantou "I'll Be There" juntamente a Trey Lorenz no evento memorial a Michael Jackson, realizado no Staples Center, em Los Angeles.